# Мельнице-Подільська селищна територіальна громада
Мельнице-Подільська селищна громада — територіальна громада в Україні, у Чортківському районі Тернопільської области. Адміністративний центр — селище Мельниця-Подільська.
Площа громади — 245,2 км², населення — 16 719 осіб (2020).
Утворена 20 липня 2015 року шляхом об'єднання Мельнице-Подільської селищної ради та Вигодської, Вільховецької, Горошівської, Дзвиняцької, Дністровської, Збручанської, Кудринецької, Урожайнівської, Устянської, Худиківської сільських рад Борщівського району.
12 червня 2020 року, відповідно до розпорядження Кабінету Міністрів України № 724-р «Про визначення адміністративних центрів та затвердження територій територіальних громад Тернопільської області» остаточно затверджено склад Мельнице-Подільської селищної громади.
19 липня 2020 року в результаті адміністративно-територіальної реформи та ліквідації Борщівського району громада ввійшла до складу новоутвореного Чортківського району.

## Населені пункти
У складі громади 1 селище (Мельниця-Подільська) і 21 село:
- Білівці
- Боришківці
- Вигода
- Вільховець
- Горошова
- Дзвенигород
- Дзвинячка
- Дністрове
- Завалля
- Збручанське
- Зелене
- Кудринці
- Латківці
- Михайлівка
- Михалків
- Окопи
- Панівці
- Трубчин
- Урожайне
- Устя
- Худиківці

## Історія
Територія Мельнице-Подільської селищної громади належала до Борщівського району до адміністративно-територіальної реформи 2020 року.